# Гексаборид кальция
Гексаборид кальция — бинарное неорганическое соединение кальция и бора с формулой CaB6.

## Получение
- Сплавление металлического кальция и бора:

{\displaystyle {\mathsf {Ca+6B\ {\xrightarrow {T}}\ CaB_{6}}}}
- Нагревание карбида бора и кальция в вакууме:

{\displaystyle {\mathsf {2Ca+3B_{4}C\ {\xrightarrow {1600^{o}C}}\ 2CaB_{6}+3C}}}

## Физические свойства
Гексаборид кальция образует чёрные кристаллы кубической сингонии, пространственная группа P m3m, параметры ячейки a = 0,4151 нм, Z = 1.
Не растворяется в воде.

## Применение
- Абразив.
- Нейтронопоглощающий материал.
- Используется для «раскисления» (удаления неметаллов) расплавленных металлов (в частности, при производстве «бескислородной» меди). При этом гексаборид кальция реагирует с кислородом, содержащимся в расплавленной меди (в том числе в составе оксида). При этом могут образовываться метаборат и тетраборат кальция (Ca(BO2)2, CaB4O7), которые всплывают на поверхность меди, поскольку имеют более низкую плотность, и удаляются потом в виде шлака.